# Franz Sznayde

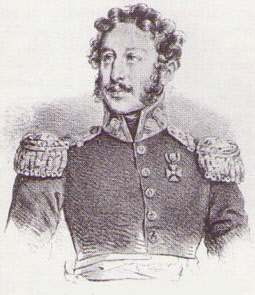
Franz Sznayde – 1831 im französischen Exil

Franz Sznayde, auch François Sznajde, Franz Schneider oder Franciszek Sznajde (* 8. Oktober 1790 in Warschau; † 13. Dezember 1850 in Grenelle), war ein polnischer Kavallerie-Offizier und im Mai/Juni 1849 während des pfälzischen Aufstandes Oberkommandierender der pfälzischen Revolutionsarmee.

## Leben
Bereits in jungen Jahren ging Sznayde zum Militär des Herzogtums Warschau und war 1807–1813 an den napoleonischen Kriegen beteiligt. 1811 bis 1813 diente er im Korps des französischen Marschalls Louis-Nicolas Davout und machte 1812 den Russlandfeldzug mit. Nach Verwundung und kurzer Gefangenschaft nahm Sznayde an der Verteidigung von Danzig teil. Er erhielt für seine Tapferkeit das Kreuz der Ehrenlegion verliehen.
Ab 1815 war er in der neugebildeten Armee des Königreichs Polen zu finden, wo er zum Major und Kommandanten eines Kavallerie-Regiments ernannt wurde. Im polnischen Novemberaufstand von 1830 wurde er vom Diktator Józef Chłopicki mit der Bildung einer Elite-Kavallerie-Division beauftragt und zu deren Kommandant im Rang eines Oberstleutnants ernannt. Er war mit seiner Einheit u. a. auch an der Schlacht bei Grochów und jener von Ostrołęka beteiligt. Für seine Erfolge im Kampf wurde er zum Oberst befördert. Am 28. Juli 1831 wurde er zum Brigade-General ernannt und bereits am 21. August erhielt er eine größere Kavallerie-Brigade unterstellt. Er erhielt auch den polnischen Militärverdienstorden Virtuti Militari. Am 17. September 1831 trat er mit seiner Brigade als Teil des 2. polnischen Armeekorps ins österreichische Galizien über, da die polnische Armee keine Chance mehr hatte die russischen Truppen zu schlagen. Da er den Zusicherungen der österreichischen Regierung nicht traute, emigrierte Sznayde nach Frankreich. Auf seinem Weg nach Paris wurde er in Straßburg zusammen mit anderen Revolutionären begeistert empfangen. 1846 trat er als Mitglied des polnischen demokratischen Vereins in Paris in Erscheinung und war 1846 an der Vorbereitung des Krakauer Aufstandes beteiligt.

### Oberkommandierender in der Pfalz 1849
Am 21. Mai 1849 übernahm er den Oberbefehl über die Verbände der Aufständischen in der Rheinpfalz. Diese Verbände wurden später als 6. Division in die gemeinsame badisch-pfälzische Revolutionsarmee unter Ludwik Mierosławski eingegliedert.
Nachdem der bisherige Oberkommandierende der pfälzischen Truppen, Daniel Fenner von Fenneberg, am 20. Mai sein Amt niederlegte, kam Sznayde bereits am 21. Mai zusammen mit einer Anzahl polnischer Offiziere in Kaiserslautern an und übernahm das Oberkommando. Sznayde war mit 10 000 Gulden angeworben worden.
Sein Plan zur Verteidigung der Pfalz war es drei befestigte Lager bei Homburg, Kaiserslautern und Mutterstadt zu errichten, wozu es allerdings nicht kam.
Als ein preußisches Korps unter Moritz von Hirschfeld am 11. Juni 1849 in die Rheinpfalz einrückte, hatte Sznayde seine wenigen und wenig kampfkräftigen Truppen ungünstig verteilt und die Zugänge nach Kaiserslautern – dem Sitz der provisorischen Regierung – nicht gedeckt. Der 59-Jährige vermochte bei kaum jemanden Eindruck zu hinterlassen und die Beurteilungen über ihn sind vernichtend. „In jungen Jahren mochte er ein tüchtiger Reiteroffizier gewesen sein, jetzt war er alt, bequem, langsam, ein Freund der Tafelgenüsse geworden.“ ... „auch ein junger, tüchtiger General hätte den Sieg nicht errungen, aber mit Sznayde an der Spitze war eine rasche Niederlage unvermeidlich“.
Ein vernichtendes Urteil über Sznayde ist auch von Friedrich Engels überliefert, der die Revolution in der Pfalz als Adjutant von August Willich mitmachte.
„Der General Sznayde kam an. Es war ein kleiner, dicker Mann, der eher wie ein bejahrter Bonvivant als wie ein "Rufer im Streit Menelaos" aussah. Der General Sznayde übernahm das Kommando mit vieler Würde, ließ sich Bericht über den Stand der Angelegenheiten abstatten und erließ sofort eine Reihe Tagesbefehle. Die meisten dieser Befehle erstreckten sich auf die Uniformierung - die Bluse, und die Abzeichen für Offiziere - trikolore Armbinden oder Schärpen, auf Aufforderungen an gediente Kavalleristen und Schützen, sich freiwillig zu stellen - Aufforderungen, die schon zehnmal fruchtlos gemacht worden waren, u. dgl. Er selbst ging mit gutem Beispiel voran, indem er sieh sofort einen Attila mit trikoloren Schnüren anschaffte, um der Armee Respekt einzuflößen. Was in seinen Tagesbefehlen wirklich Praktisches und Wichtiges war, beschränkte sich auf Wiederholung längst erlassener Befehle und auf Vorschläge, die von den wenigen anwesenden guten Offizieren schon früher gemacht, aber nie durchgesetzt worden waren und die erst jetzt vermittelst der Autorität eines kommandierenden Generals durchgesetzt werden konnten. Im übrigen verließ sich der General Sznayde auf Gott und Mieroslawski und lebte den Freuden der Tafel, das einzig Vernünftige, das ein so total unfähiges Individuum tun konnte.“
In die wenigen und unbedeutenden Gefechte seiner Verbände mit den Preußen in der Pfalz war Sznayde nicht involviert. Mit dem Abkommen zwischen der Pfalz und Baden wurden die pfälzischen Verbände als 6. Division in die gemeinsame Revolutionsarmee integriert und Mieroslawski befahl angesichts der offensichtlichen Schwäche der pfälzischen Truppen den Rückzug nach Baden um seine Kräfte zu konzentrieren. Am 18. Juni verließen die pfälzischen Truppen über die Rheinbrücke bei Knielingen die Pfalz. Am 23. Juni verlor das pfälzische Korps unter Sznayde – das um badische Linientruppen verstärkt worden war – das Gefecht bei Ubstadt gegen preußische Truppen. Sznayde konnte seine fliehenden Verbände erst wieder vor Bruchsal sammeln. Am 24. Juni rückte Sznayde mit seiner Division aus Bruchsal ab und ließ nur seine Nachhut dort zurück. Bereits nach dem Gefecht von Ubstadt war unter seinen Truppen Unmut aufgekommen. Man warf ihm vor bei Ubstadt seine Avantgarde zu spät mit der Hauptmacht der Division unterstützt zu haben. Hieraus ergaben sich weitere Spekulationen, nach denen er eigentlich kein Pole, sondern ein Preuße (Franz Schneider) sei. Er beabsichtige seine Truppen bei passender Gelegenheit der preußischen Armee auszuliefern. Als eine Volkswehreinheit bei Weingarten aus diesem Grunde den Befehl verweigerte, begab sich Sznayde dorthin. Er wurde als Volksverräter beschimpft, von seinem Pferd gezogen und seiner französischen und polnischen Orden beraubt. Schließlich wurde er sogar noch verletzt, bevor er durch besonnene Kräfte der Revolutionsarmee in Sicherheit gebracht werden konnte. Sznayde legte sein Amt nieder und ging nach Frankreich zurück, wo er bereits eineinhalb Jahre danach in Grenelle bei Paris verstarb und auf dem Nordfriedhof in Montmartre beigesetzt wurde.